# Lubang Limau
Lubang Limau – jaskinia krasowa w  Malezji, w północno-środkowej części Borneo, w masywie Subis.
W Lubang Limau występuje bogata fauna jaskiniowa oraz szata naciekowa.